# Shinjin-O (go)
Pour l’article homonyme, voir Shinjin-Ō (shogi).
Le Shinjin-O (新人王, ) est une compétition japonaise de jeu de go réservée aux jeunes joueurs. Littéralement, le nom japonais du tournoi signifie "Roi des nouvelles personnes" et pourrait se traduire par 
"Couronne des jeunes joueurs".

## Historique
Le Shinjin-O a été créé en 1976 par la Nihon Ki-in. Le tournoi était initialement réservé aux joueurs de moins de 30 ans et au maximum 7e dan. Depuis 2006 la limite d'âge a été abaissée à 25 ans.
Le tournoi est à élimination directe. Le temps de réflexion de chaque joueur, initialement de 4 heures, est de 3 heures depuis 2006. Le gagnant remporte 1 800 000 yens (environ 19 000 €).

## Vainqueurs
| Joueurs            | Années                       |
| ------------------ | ---------------------------- |
| Koichi Kobayashi   | 1976, 1977                   |
| Ishida Akira       | 1978, 1979                   |
| Miyazawa Goro      | 1980, 1985                   |
| O Rissei           | 1981                         |
| Kataoka Satoshi    | 1982                         |
| Yoda Norimoto      | 1983, 1986, 1987, 1989, 1990 |
| Imamura Toshiya    | 1984                         |
| Komatsu Hideki     | 1988, 1992                   |
| Cho Sonjin         | 1991                         |
| Yuki Satoshi       | 1993                         |
| Mimura Tomoyasu    | 1994, 1995                   |
| Takao Shinji       | 1996                         |
| Yamada Kimio       | 1997                         |
| Keigo Yamashita    | 1998 - 2001                  |
| Cho U              | 2002                         |
| So Yokoku          | 2003                         |
| Mizokami Tomochika | 2004                         |
| Kim Shushun        | 2005                         |
| Matsumoto Takehisa | 2006                         |
| Iyama Yuta         | 2007                         |
| Uchida Shuhei      | 2008                         |
| Lee Yi Hsiu        | 2009                         |
| Shiraishi Yuichi   | 2010                         |
| Murakawa Daisuke   | 2011                         |
| Kanazawa Makoto    | 2012                         |
| Fujita Akihiko     | 2013                         |
| Ichiriki Ryo       | 2014                         |
| Kyo Kagen          | 2015                         |
| Onishi Ryuhei      | 2016                         |
| Shibano Toramaru   | 2017                         |
| Hirose Yuichi      | 2018                         |
| Son Makoto         | 2019                         |
| Kotaro Seki        | 2020                         |
| Sebun Sotoyanagi   | 2021                         |
| Sakai Yuki         | 2022                         |
| Ueno Asami         | 2023                         |